# تشاك هيوز (لاعب كرة قدم أمريكية)
تشاك هيوز (بالإنجليزية: Chuck Hughes)‏ هو لاعب كرة قدم أمريكية أمريكي، ولد في 2 مارس 1943 في فيلادلفيا في الولايات المتحدة، وتوفي في 24 أكتوبر 1971 في ديترويت في الولايات المتحدة بسبب نوبة قلبية.

## وصلات خارجية
- تشاك هيوز على موقع مرجع كرة القدم المحترفة.كوم (الإنجليزية)
- تشاك هيوز على موقع كلية كرة القدم في سبورتس رفرنس.كوم (الإنجليزية)